# Sascha Titel
Sascha Titel (* 2. Januar 1977 in Wien) ist ein österreichischer Film- und Theaterschauspieler, Theatermacher und Sprecher.

## Leben
Sascha Titel ist der Sohn eines Kunst- und Möbeltischlers. Er interessierte sich für das Theater und besuchte im Alter von 14 Jahren die Schultheatergruppe der HTL Mödling, wo er auch vier Jahre lang mitwirkte. Nach dem Schulabschluss arbeitete er als Bautechniker.
Bei einem Casting des ORF im Jahr 2000 war er einer von 2500 Bewerbern. Dabei sprach er einen Monolog von Marlon Brando aus dem Film Apocalypse Now und wurde ins Finale der besten 100 gewählt. Von 2005 bis 2009 besuchte er in Wien verschiedene Schauspielschulen. Er wirkte in zahlreichen Theaterstücken und Filmen mit, arbeitete dabei parallel teilweise wieder in der Baubranche.
2018 brachte er das auf seiner Idee basierende Theaterstück „Wohngemeinschaft wider Willen“, geschrieben von Isa Papendorf, in der Wiener Arena Bar auf die Bühne.
2023 produzierte er mit seinem Sohn seinen ersten Kurzfilm „Der innere Henker und die Seelenqual“.

## Theaterrollen (Auswahl)
- 2007: Tote ohne Begräbnis, Regie: Adnan Taha, Rolle: Khalid, Schubert Theater, Wien
- 2008: Sonny Boys, Regie: Michael Schottenberg, Rolle: TV-Studiotechniker, Volkstheater, Wien
- 2009: Ferdinand. Wie ein toller Hund, Regie: Bruno Max, Rolle: Doktor Rollet, Theater im Bunker, Mödling[2]
- 2012: Schwimmen wie Hunde, Regie: Wolfgang Palka, Rolle: Robert, Schikaneder, Wien[3]
- 2018: WG wider Willen (erste eigene Theaterproduktion), Hauptrolle Frank, Arena Bar, Wien[1]
- 2020: Kunst der Zerstörung, Regie: Gernot Lechner, Rolle: Falk, Kunstprojekt in Grünbach am Schneeberg, Niederösterreich[4]
- 2021: Das Dostojewski Experiment, Regie: Jakub Kavin, Rolle: Fürst Myschkin, Theater Arche, Wien[5]

## Filmografie (Auswahl)
- 2006: Mutig in die neuen Zeiten: Nur keine Wellen (Spielfilm), Regie: Harald Sicheritz, Rolle: Kellner
- 2007: Free Rainer – Dein Fernseher lügt als Studiogast
- 2008: Das jüngste Gericht (Fernsehfilm), Regie: Urs Egger, Rolle: Martin Dorn
- 2010: Molly & Mops: Das Leben ist kein Guglhupf (Fernsehfilm), Regie: Michael Karen, Rolle: Reporter
- 2011: C.S.EI Meidling: Warriors of Light (Fernsehfilm), Regie: Harald Huto, Rolle: Toby Valentine[6]
- 2011: Unter der Oberfläche (Kurzfilm), Regie: Dennis Iwan, Rolle: Shower-Man[7]
- 2012: SOKO Kitzbühel: Viererbande (Fernsehserie, 1 Folge), Regie: Gerald Liegel, Rolle: Thomas Sautter
- 2012: Randgänger (Filmdrama), Regie: Renate Woltron, Rolle: Viktor[8]
- 2014: Übernacht (Independent-Spielfilm), Regie: Jolanta Warpechowski, Rolle: Felix (Hauptrolle)[9]
- 2015: Die weiße Schlange (ZDF-Märchenfilm), Regie: Stefan Bühling, Rolle: Wache
- 2019: Wischen ist Macht (TV-Serie – Ep.1), Regie: Geral Liegel, Rolle: Chefkoch
- 2021: Am Anschlag – Die Macht der Kränkung (Fernsehserie); Regie: Umut Dağ, Rolle: Büroangestellter
- 2023: Schnell ermittelt (TV-Serie – Staffel 8, Folge 1); Regie: Michi Riebl, Rolle: Espresso-Besitzer